# Rainer Troppa
Rainer Troppa, né le 2 août 1958 à Kolkwitz (Brandebourg) et mort le 9 septembre 2023, est un footballeur est-allemand, en activité dans les années 1970 et 1980.

## Biographie
En tant que défenseur, Rainer Troppa est international est-allemand à 17 reprises (1981-1984) pour aucun but inscrit.
Il joue pour le FC Energie Cottbus, pendant deux saisons, sans rien remporter. Puis, il joue dix ans au BFC Dynamo Berlin, remportant neuf titres consécutifs de champions de RDA (de 1979 à 1987).

## Clubs
- 1975–1977 :  FC Energie Cottbus
- 1977–1987 :  BFC Dynamo Berlin

## Palmarès
- Championnat de RDA de football

- - Champion de 1979 à 1987 (9 titres de suite)
- Coupe d'Allemagne de l'Est de football
  - Finaliste en 1979, en 1982, en 1984 et en 1985